# Peretz Beda Mayer
Bedřich (Beda, Peretz) Mayer, hebrejsky פרץ בדה מאיר, německy původním jménem Friedrich Mayer (5. března 1906, Hodonín - 14. srpna 2002 Herzlija, Izrael) byl izraelský expresionistický malíř českého původu.

## Život
Narodil se v Hodoníně, kde Mayerovi měli hostinec, který založil jejich dědeček. Učil se z obrazů, které byly vystaveny v hodonínském Domě umění, mnohému se také naučil od německých expresionistů a Maxe Liebermanna, později se mu stali vzorem Oskar Kokoschka a Marc Chagall. Byl přijat na Akademii výtvarných umění v Praze, ale studium si pro rodinné finanční problémy nemohl dovolit.
V roce 1939 uprchl před Hitlerovým nacismem do Bratislavy, odkud v roce 1940 odjel přes Rumunsko a Krétu do Haify. Byl deportován tehdejším britským úřadem na Mauricius, pět let strávil v britském internačním táboře poblíž města Beau Bassin.
V roce 1945 se vrátil jako legální přistěhovalec do tehdejší Palestiny. Přijal jméno Peretz (které upomíná na původní jméno Friedrich, respektive Fritz, v hebrejštině פרץ) a téhož roku uspořádal první výstavu svých kreseb a dřevorytů z Mauricia v Tel Avivu.
Následovaly výstavy jeho obrazů: 1974 LIM Gallery, Tel Aviv, 1981 Herzlija Museum, 1982 Amalia Arbel Art Gallery, Tel Aviv,1983 Discount Bank, Herzlija, 1999 Jerusalem Theater for Performing Arts, Jeruzalém, 2002 Technology House Jeruzalém.
V roce 2002 14. srpna zemřel ve věku 96 let. Jeho manželkou byla Chana Mayerová (rozená Herta Beerová) z Českých Budějovic, se kterou se seznámil během cesty z nacistické Evropy do Haify.
Výstava s názvem Peretz Beda Mayer, Fritz Haendel - Lodní lístek do ráje byla prezentována i v České republice v Terezíně, Děčíně, Praze, Ostravě a Liberci.

## Dílo
Mezi grafické techniky, kterým se v průběhu života věnoval, patřily: olejomalba, perokresba, litografie, akvarel, lept, pastel, dřevoryt, kresba, tužkou, uhlem.